# چالش مغز
چالش مغز (به انگلیسی: Brain Challenge) یک بازی ویدئویی فکری شبیه به بازی آکادمی بزرگ مغز است که شامل پازل‌های فکری می‌باشد.
این بازی توسط شرکت گیملافت در تاریخ ۵ سپتامبر ۲۰۰۷ گوشی‌های موبایل و آی پد تهیه و تدارک یافت. نسخه‌های دیگری از این بازی نیز در تاریخ ۸ ژانویه ۲۰۰۸ برای کنسول بازی نینتندو دی اس، در تاریخ ۱۲ مارس ۲۰۰۸ برای اکس باکس لایو آرکید، در تاریخ ۲۷ نوامبر ۲۰۰۸ برای کنسول بازی پلی استیشن ۳ عرضه شد.
نسخه ان-گیج ۲ بازی هم ۳ آوریل ۲۰۰۸ و نسخه وی ویر بازی در ۱۴ اکتبر ۲۰۰۸ در ژاپن، ۷ نوامبر ۲۰۰۸ در اروپا و ۱۰ نوامبر ۲۰۰۸ در آمریکای شمالی منتشر شد.